# بریانا تروسل
بریانا تروسل (انگلیسی: Brianna Throssell؛ زادهٔ ۱۰ فوریهٔ ۱۹۹۶) ورزشکار ورزش شنا اهل استرالیا است.
وی در مسابقات کشوری و بین‌المللی در مجموع برندهٔ ۵ مدال طلا، ۵ مدال نقره و ۱۰ مدال برنز شده‌است.